# Eneby, Stockholm
Eneby är en stadsdel i Västerort inom  Stockholms kommun, nära Spånga, Norra Ängby, Bromma Kyrka och Beckomberga.  Den ingår i stadsdelsområdet Bromma. 

## Namn och historik

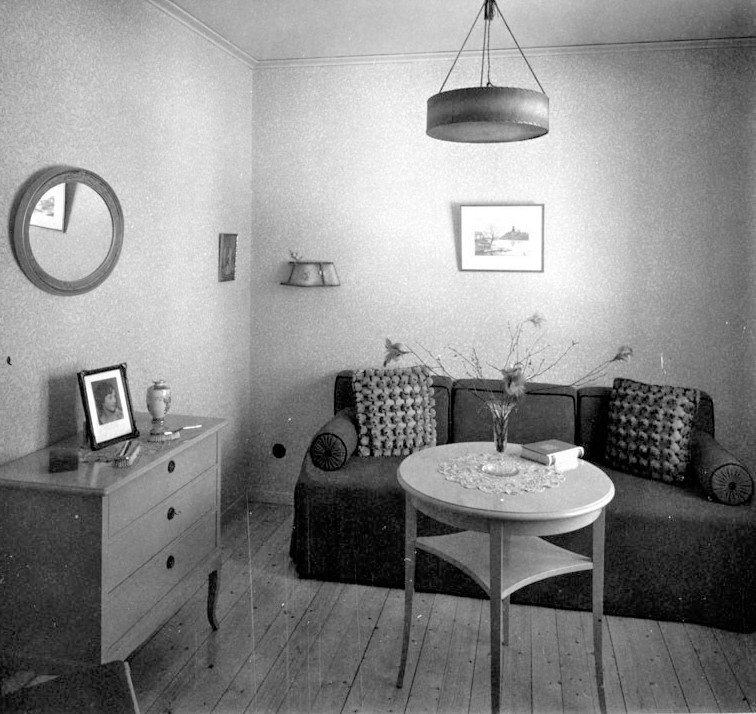
Rumsinteriör från Jordgubbsvägen 13 i Eneby småstugeområde från 1939. Småstugeområdet började byggas 1939.
Fotograf Carl Gustaf Rosenberg.

Stadsdelen Eneby bildaddes 1940 genom utbrytning främst ur stadsdelen Bromma kyrka och fick sitt namn efter Eneby gård. Inom stadsdelen Eneby har namnkategorin "bär och frukter" främst använts. Några namn tillhör kategorin "kyrkan och dess tjänare", som man också har använt i stadsdelen Bromma Kyrka. Enebyvägen och Doktor Abrahams väg fick sina namn 1924, Bällstavägen 1932, Komministervägen och Kyrkoherdevägen 1933, Bergamottvägen och Spångavägen 1938. De vägar som fick sina namn 1939 var: Enebyskogen, Hallonvägen, Hjortronvägen, Jordgubbsvägen, Klarbärsvägen, Krusbärsvägen, Mullbärsvägen, Plommonvägen, Päronvägen och Vinbärsvägen.
Ägaren till Eneby gård började år 1904 att stycka av mark till villatomter öster om Bällstavägen inom ett område som han kallade Bromma villastad. Det rörde sig om ett 60-tal tomter. Försäljningen pågick i tio år, men var inte särskilt omfattande. Några av kvarteren, som låg söder om Bällstavägen, ingår nu i stadsdelen Bromma Kyrka. Eneby delades alltså i två hälfter. År 1938 köptes återstoden av fastigheten och bebyggdes med småstugor. Platsen för gården var nuvarande villabebyggelse väster om Bällstavägen, ungefär i vinkeln mellan Bällstavägen och Spångavägen mitt emot Ica-affären.
Eneby gård, som var från 1700-talet, revs så sent som 1968 och på platsen blev resultatet sex villatomter istället.

## Eneby gård
Namnet Eneby, som kommer från forntida ene i ordet enbackar eller enbuskage. Eneby finns nämnt i ett fastebrev redan 1347, där också byns första kända bonde, Ingemar, omtalas. I 1539 års jordebok omtalas tre lantbönder, men på 1600-talet fanns här bara en gård. Eneby blev säteri på 1690-talet såsom rotehållare för den båtsman, som hade sitt torp vid Kortenslund. Rusthåll, som kunde vara större gårdar i socknen, underhöll dessa torp. Särskilt i samband med det yngre indelningsverket infördes enligt beslut år 1682, ökade antalet torp under 1700-talet. Kompanichefer företog regelbundna inspektioner av soldattorp. Soldaterna skulle ha vissa kontraktsenliga naturaförmåner, såsom spannmål, ved och stängselvirke. År 1742 fick bönder rätt att äga torp. I hörnet av Bällstavägen och Spångavägen låg en mangårdsbyggnad med två flyglar, som byggdes i slutet av 1700-talet. Sundbyberg köpte 1907 en del av Eneby för att anlägga en sopstation. I köpet ingick gårdens två flyglar, stall, ladugård, loge och vagnsbod. Mangårdsbyggnaden såldes i februari 1912. Protester uppstod mot köpet av området. Invånarna motsatte sig att området skulle användas för en sopstation, en pudrettfabrik för att tillverka latrin blandat med torv som gödningsmedel och en svingård. Sundbyberg ägde även den gamla gården. Jordbruket sköttes av en förvaltare. Soptippen låg på ett område som idag begränsas av Krusbärsvägen, Mullbärsvägen och Vinbärsvägen. Soporna "kördes i början enbart med hästskjuts och man hade mellan 6 och 8 hästar på Eneby".
1904 började den dåvarande ägaren av Eneby gård att avsöndra tomter inom ett område som han kallade Bromma villastad. Försäljningen pågick i tio år, men var inte särskilt omfattande. Några kvarter låg söder om Bällstavägen och ingår nu i stadsdelen Bromma Kyrka. Återstoden av fastigheten köptes av staden 1938 och bebyggdes med småstugor. Gården revs 1968, eftersom stadens myndigheter ansåg att den var för dyr att restaurera.
Under åren 1907–1938 ägde Sundbyberg Eneby gård. Sundbybergs köping, som existerade åren 1888-1926, tillhörde Bromma församling fram till 1 maj 1909 då Sundbybergs församling utbröts. Köpingen hade bildats den 1 januari 1888 genom en utbrytning av området nordväst om Bällstaviken och Bällstaån ur Bromma landskommun. Köpingen ombildades 1927 till Sundbybergs stad. Vid Eneby gård drev Sundbyberg drev ett lantbruk med sex hästar och ett tiotal kor samt stor grisuppfödning. Lantbruket avvecklades 1939, då småstugeområdet började byggas. Under dessa år hade Sundbyberg sin sopstation i Plommonvägens förlängning.

## Eneby gamla gravfält
Genom sin närhet till Bromma kyrka kan man anta att Eneby har varit en del av den forntida Bromma by, vars läge och utsträckning idag är okänt.
Eneby gamla gravfält ligger i en vacker parkmark. Brommas enda bautasten finns på en av högarna. Stenen är ända från folkvandringstiden, som är en historisk epok under järnåldern. De gravar som undersökts, visar att bebyggelse funnits redan år 400 e.Kr.
- Gravfält från äldre järnåldern (550 f.Kr.–375 e.Kr.), RAÄ 47, som kan vara från vikingatid (700–1050 e.Kr). Gravfältet är delvis undersökt. Det finns 19 stensättningar i området varav de flesta är runda stenar, ett fåtal är rektangulär och kvadratiska. Gravfältet är beläget norr om Bällstavägen och väster om Doktor Abrahams väg.[5]
- Gravfält från yngre järnålder, RAÄ 52, som kan vara från vikingatid med 14 anläggningar. På gravfältet finns en skålgrop. Gravfältet är delvis undersökt. Det är beläget i hörnet av Enebyvägen och Doktor Abrahams väg.[5]
- Gravfält från järnåldern, RAÄ 53, med en hög och två runda stensättningar, beläget nordöst om Mullbärsvägen.[5]
- Två stensättningar, RAÄ 54, varav en röseliknande rund stensättning är belägna på ett krön av moränbunden bergrygg norr om Hjortronvägen och öster om Spångavägen.

## Demografi
År 2017 hade stadsdelen cirka 900 invånare, varav cirka 10,0 procent med utländsk bakgrund.